# Amphiprion chagosensis
Amphiprion chagosensis är en fiskart som beskrevs av Allen 1972. Amphiprion chagosensis ingår i släktet Amphiprion och familjen Pomacentridae. Inga underarter finns listade i Catalogue of Life.